# Plazmotron
Plazmotron (palnik plazmowy) – urządzenie do wytwarzania plazmy zimnej o temperaturze do 30 000 K.
Istnieją dwa podstawowe typy plazmotronów: z łukiem wewnętrznym oraz z łukiem zewnętrznym. Różnią się one między sobą sposobem wytwarzania łuku elektrycznego, który w tym pierwszym przypadku powstaje w palniku plazmowym pomiędzy dwiema wewnętrznymi elektrodami. Natomiast łuk zewnętrzny powstaje pomiędzy elektrodą wewnętrzną palnika, a obrabianym materiałem (który w takim przypadku musi być dobrym przewodnikiem elektrycznym).
W obu typach konstrukcji obojętny gaz (argon, azot, itp.) zostaje ogrzany w palącym się łuku elektrycznym i tworzy strumień plazmy kierowany następnie z palnika do obrabianego materiału.
Moc plazmotronów małej i średniej mocy zawiera się w zakresie od kilku do kilkuset kilowatów. Buduje się także plazmotrony dużej mocy do kilkudziesięciu megawatów.

## Zastosowanie
Plazmotrony stosowane są m.in. do spawania, cięcia metali i trudnotopliwych materiałów, nanoszenia powłok (napawanie, natrysk plazmowy).